# Billie Eilish
Billie Eilish (AFI: [ˈaɪlɪʃ]), pseudonimo di Billie Eilish Pirate Baird O'Connell (Los Angeles, 18 dicembre 2001), è una cantautrice statunitense.
È salita alla ribalta nel 2017 con l'EP di debutto Don't Smile at Me, pubblicato nell'agosto 2017, portandola ad essere nominata come Up next dalla piattaforma Apple Music. Nel 2019 viene pubblicato l'album in studio di debutto When We All Fall Asleep, Where Do We Go?, che ha registrato un enorme successo commerciale a livello globale ed è risultato l'album con le migliori prestazioni del 2019 negli Stati Uniti. È stato trainato dai singoli When the Party's Over, Bury a Friend e Bad Guy, quest'ultimo posizionatosi al primo posto della Billboard Hot 100, rendendo Eilish la prima artista nata negli anni duemila ad aver conseguito tale traguardo. Sono datati 2021 e 2024 gli altri due album studio della cantante, ovvero Happier than Ever e Hit Me Hard and Soft.
Billie Eilish, una delle interpreti di maggior successo con circa 50 milioni di copie vendute nel mondo tra album e singoli digitali, è stata considerata la migliore artista nata nel XXI secolo da Billboard. La stessa è anche tra le più premiate del panorama musicale globale nonostante la giovane età. Soltanto nel 2019 si è aggiudicata 34 riconoscimenti, tra cui due American Music Awards, sei MTV Video Music Awards, due Guinness World Records e due MTV Europe Music Awards e tre BRIT Awards. Nell'ambito dei Grammy Awards 2020 si è aggiudicata cinque premi su sei, vincendo in tutte e quattro nelle categorie principali: album dell'anno, registrazione dell'anno, canzone dell'anno e miglior artista esordiente. Così facendo, è diventata la più giovane cantante di sempre e la prima artista donna in assoluto a riuscire nell'impresa in un'unica edizione. Nel 2020 è risultata essere la più giovane tra le cento celebrità presente nella classifica annuale di Forbes, con un fatturato pari a 53 milioni di dollari.
Grazie al contributo musicale nei film campioni d'incassi No Time to Die (2021) e Barbie (2023), rispettivamente con i brani No Time to Die e What Was I Made For?, è stata premiata con due Golden Globe e due Oscar alla miglior canzone originale. In tal modo, all'età di soli ventidue anni, è diventata l'artista più giovane di sempre ad essere riuscita nel vincere due Premi Oscar nella storia della manifestazione.

## Biografia

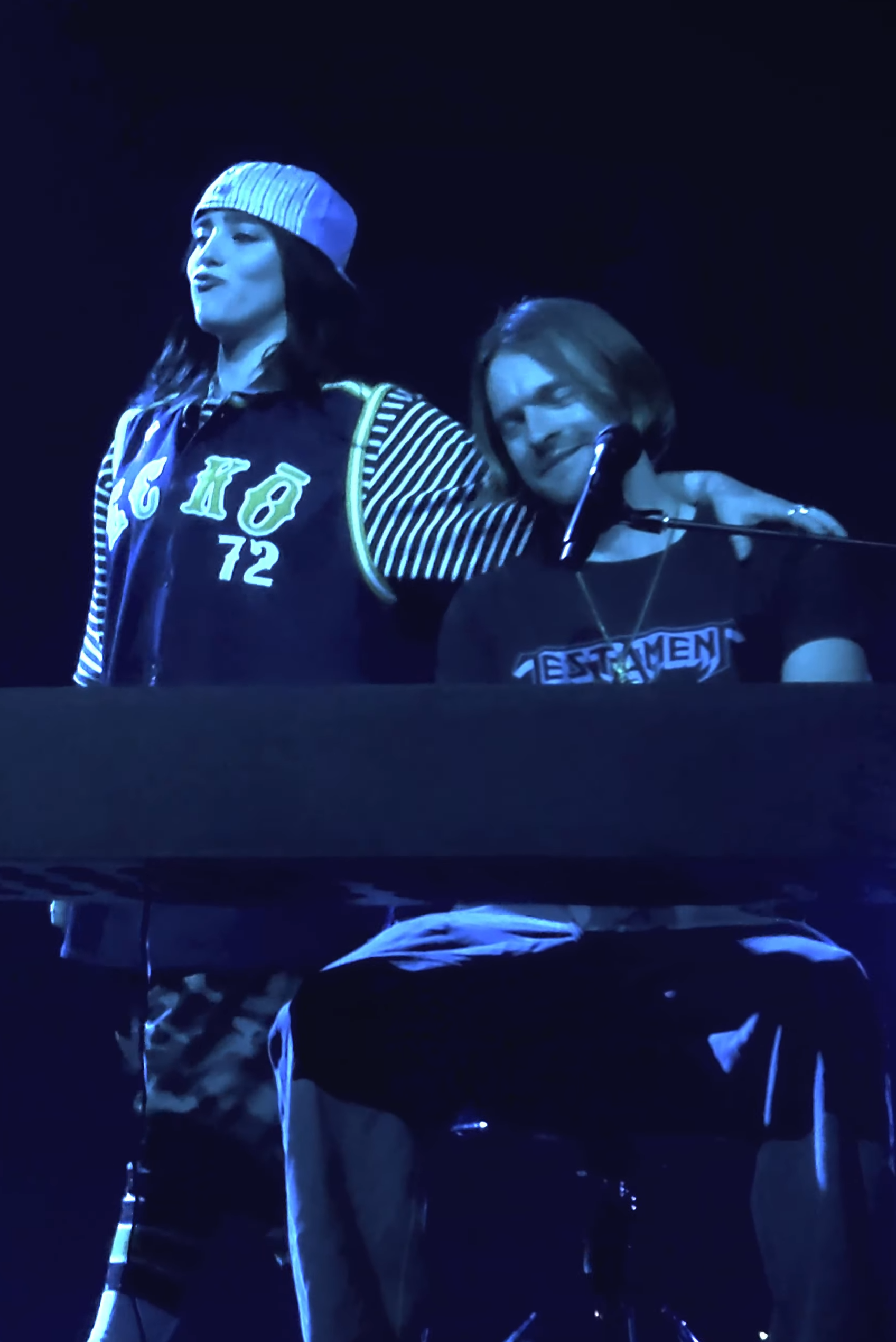
Eilish assieme al fratello durante l'Hit Me Hard and Soft: the Tour nel dicembre 2024

Nasce il 18 dicembre 2001 a Los Angeles, in California, figlia di Maggie Baird e Patrick O'Connell. Entrambi i genitori fanno parte del settore dello spettacolo. Sua madre, Maggie Baird, è un'insegnante, attrice e sceneggiatrice teatrale e musicale; suo padre, Patrick O'Connell, è un operaio edile che ha lavorato part-time come attore, apparendo in film come Iron Man. Entrambi i suoi genitori sono musicisti dilettanti. Il secondo nome della cantante, Eilish, originariamente doveva essere il suo nome, scelto dai genitori prima che nascesse mentre guardavano un documentario sui gemelli irlandesi Katie ed Eilish Holton, ma, quando Maggie era incinta, suo nonno materno William Baird è venuto a mancare, così,  i suoi genitori hanno deciso di chiamarla Billie, nome che alla cantante non piace, in quanto le sembra un «nome da capra adattato a un essere umano», mentre Pirate, proposto da suo fratello Finneas, di quattro anni più grande, doveva essere il suo secondo nome. È stata concepita tramite fecondazione in vitro, per via delle difficoltà riscontrate da sua madre a concepire un secondo bambino naturalmente.
Di origini irlandesi e scozzesi, Eilish è cresciuta nel quartiere di Highland Park di Los Angeles. Ha frequentato la scuola da casa, insieme al fratello Finneas, per scelta dei genitori di lasciarli seguire i loro interessi e per spendere più tempo con loro. All'età di 4 anni ha scritto la sua prima canzone con l'ukulele (la prima canzone suonata con questo strumento è stata I Will dei Beatles). All'età di 6 anni si è esibita in vari talent show, e a 8 anni, si unì al Los Angeles Children's Chorus. Mentre era a scuola, sua madre insegnò a lei e Finneas le basi della scrittura di canzoni. All'età di 11 anni inizia a scrivere le sue prime canzoni, ispirandosi al fratello Finneas O'Connell, che componeva già brani con la sua band. La passione per la musica dei due fratelli è molto sostenuta dai loro genitori che li hanno incoraggiati ad esprimersi ed esplorare ciò che volevano, tra cui arte, danza e recitazione. Billie aveva partecipato ad alcune audizioni di recitazione, cosa che non le piaceva; tuttavia, le piaceva registrare i dialoghi di sottofondo per crowd scene e ha lavorato ai film Diario di una schiappa, Ramona e Beezus e alla serie X-Men. Eilish ha preso lezioni di danza fino al 2016, quando, una lesione alla cartilagine di accrescimento la convinse ad abbandonare le lezioni, per lasciare posto alla creazione di musica.

## Carriera

### 2012-2017: esordi eDon't Smile at Me
Billie scrisse il suo primo brano in assoluto, Fingers Crossed, a undici anni. Esso è stato pubblicato esclusivamente sulla piattaforma SoundCloud, e in seguito rimosso poiché definito da lei stessa «brutto». La cantante stessa ha dichiarato: 
(Intervista a Billie Eilish per Discovery)
Nello stesso anno, sempre su SoundCloud, venne pubblicato il singolo sHE'S brOKen, gioco di parole sulla frase "He's ok, she's broken". Eilish e il fratello, Finneas, dichiarano di non aver avuto nessuna aspettativa per i due singoli, e che siano stati creati solo perché i loro amici potessero ascoltarli.
Nell'ottobre del 2015, Billie registra il suo primo brano di successo, scritto inizialmente dal fratello Finneas per la sua band, ma poi re-inciso perché Finneas sosteneva che la sua voce si adattasse meglio al singolo, Ocean Eyes. Il singolo era stato ideato per la coreografia di un ballo di danza moderna e venne pubblicato il 18 novembre 2015 sulla piattaforma SoundCloud, affinché l'insegnante di danza di Billie potesse scaricarlo. Ocean Eyes divenne improvvisamente virale sulla piattaforma nel corso della stessa notte e ottenne migliaia di ascolti solo nelle prime due settimane. Ad agosto 2016, Eilish ha firmato un contratto discografico con l'etichetta discografica Darkroom Records, sussidiaria della Interscope Records. Il brano è stato ripubblicato sulle piattaforme digitali tramite le suddette etichette 17 novembre 2016; il video musicale diretto da Megan Thompson è stato pubblicato in precedenza, il 24 marzo dello stesso anno.
Nel mese di luglio, il singolo Six Feet Under, che aveva già visto la luce il 23 giugno 2016 come terzo singolo pubblico della cantante su SoundCloud, viene presentato in anteprima durante il programma radiofonico Beats 1 di Apple Music, e anch'esso ripubblicato il 17 novembre 2016, seguito il giorno dopo da Ocean Eyes e il 22 novembre da un altro videoclip dello stesso brano, in cui viene rappresentata la coreografia di danza moderna di Ocean Eyes, che vede come protagonista la stessa Eilish.
(Chris DeVille di Stereogum)

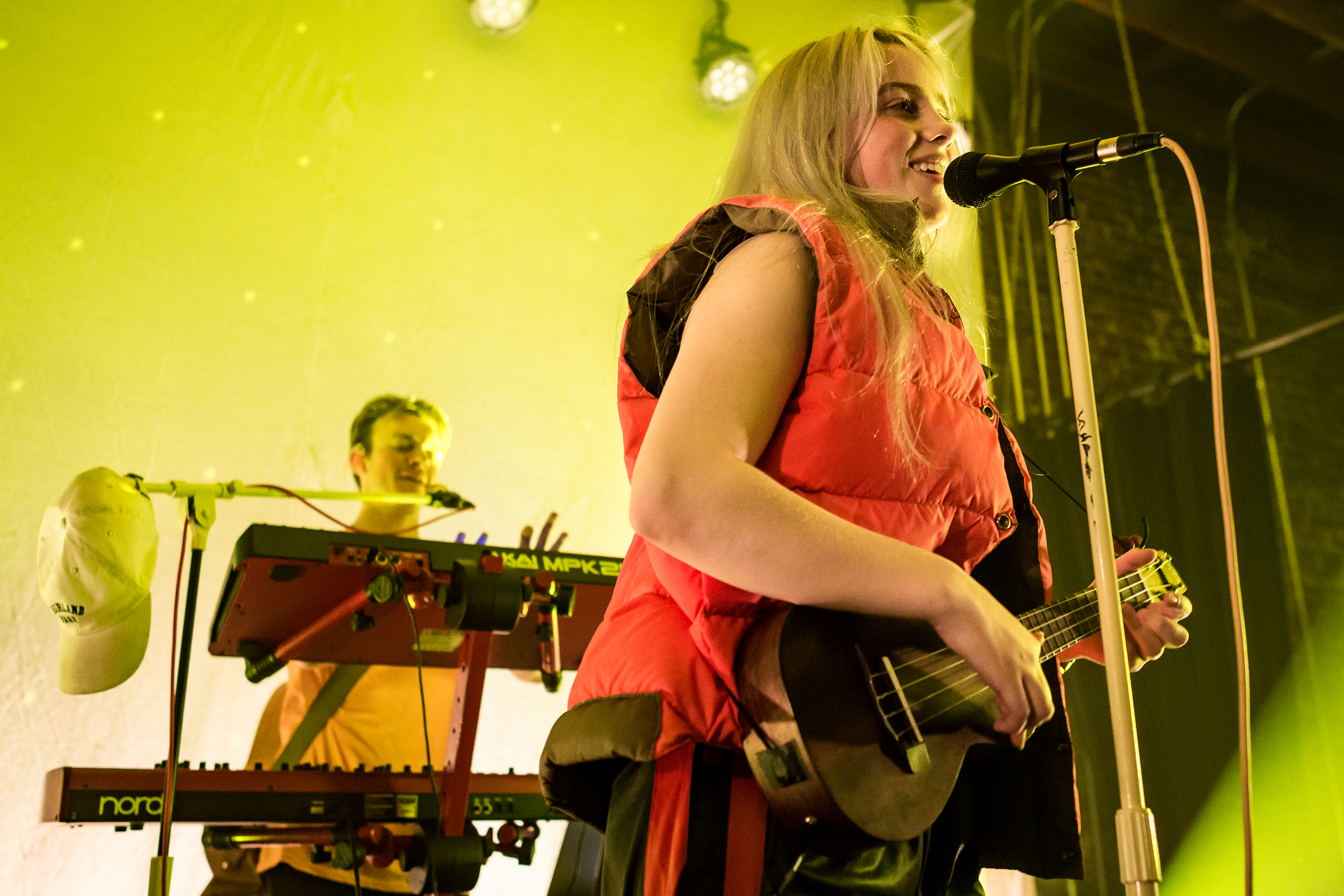
Billie Eilish in concerto a Los Angeles nel 2017

Il 14 gennaio 2017 viene pubblicato un EP contenente quattro remix di Ocean Eyes, di cui il remix di Atronomyy ottenne più ascolti del singolo originale su Spotify. Dopo il successo dei remix, Elish pubblica, prima un altro EP con quattro remix di Six Feet Under, il 3 febbraio 2017, e in seguito, il singolo Bellyache il 24 febbraio dello stesso anno, co-scritto e prodotto dal fratello Finneas. Il video musicale diretto da Miles e AJ è stato pubblicato il 22 marzo 2017. Una settimana più tardi, il 30 marzo, viene pubblicato il brano Bored, come colonna sonora della serie televisiva Tredici, con il videoclip, pubblicato in seguito il 26 giugno 2017. Il 30 giugno Eilish pubblica il singolo Watch, e il mese successivo il brano Copycat, in contemporanea all'annuncio della pubblicazione del suo EP di debutto Don't Smile at Me. Ogni venerdì di luglio, la cantante aggiunse un brano all'EP, fino all'11 agosto, quando il progetto venne pubblicato interamente dalla Interscope.
Il 18 settembre 2017 pubblica il videoclip di Watch. Nel novembre dello stesso anno viene annunciato il primo tour della cantante, il Where's My Mind Tour, con date in Europa e Nord America tra i mesi di febbraio e aprile 2018. A dicembre, Billie ha collaborato con il rapper Vince Staples per il remix di Watch, intitolato &Burn. Nello stesso mese, Apple Music ha nominato Eilish come artista Up Next, seguito da un breve documentario, un EP di una sessione dal vivo e un'intervista con Zane Lowe sulla piattaforma.

### 2018-2020:When We All Fall Asleep, Where Do We Go?e il primo Oscar

Firma di Billie Eilish

Il 20 marzo 2018 pubblica l'inedito Come Out and Play, utilizzato per la campagna pubblicitaria natalizia di Apple Share Your Gifts. Il brano è stata inserito nell'elenco Forbes 30 Under 30 del 2018 in quello stesso mese, mentre il 29 dello stesso mese pubblica un nuovo singolo intitolato Bitches Broken Hearts.
Nell'ambito del Record Store Day ad aprile 2018, vengono commercializzati il brano Party Favor in vinile e una cover acustica del brano Hotline Bling. Pochi giorni dopo, incide il singolo Lovely con Khalid, parte della colonna sonora della seconda stagione della serie televisiva Tredici. Lovely, pubblicato il 19 aprile, riscuote molto successo a livello globale; certificato disco di platino negli Stati Uniti, si pone alle prime cinque posizioni delle classifiche in Australia e Nuova Zelanda.
Il 18 luglio pubblica il singolo You Should See Me in a Crown, utilizzato come colonna sonora del videogioco FIFA 19 e nella serie televisiva americana Euphoria, a cui ha fatto seguito, il 17 ottobre dello stesso anno, When the Party's Over. Quest'ultimo, era stato eseguito per la prima volta dal vivo il 30 gennaio dello stesso anno in un concerto ad Auckland, in Nuova Zelanda, e sarebbe entrato a far stabilmente parte della scaletta del tour successivo. When the Party's Over si piazza alla quattordicesima posizione in Canada e alla ventunesima in Regno Unito. Lewis Capaldi ne ha anche realizzato una cover. Nel giorno della pubblicazione del singolo, Eilish è stata inserita in Vanity Fair's 73 questions, la serie questionario di Joe Sabia che ha rivisitato una precedente intervista da ottobre 2017 fino a un'altra intervista più recente, entrambe che mostrano la crescita della sua popolarità nell'arco di un anno. Ha firmato un contratto per talenti con NEXT Management per sponsorizzazioni di moda e bellezza nell'ottobre 2018.
Dal 20 ottobre ha inizio il secondo tour 1 by 1 Tour, con date in tutto il mondo e la cantante ha anche aperto alcune date nordamericane dell'High as Hope Tour del gruppo musicale dei Florence and the Machine., e il 9 gennaio 2019 la cantante pubblica un nuovo singolo, When I Was Older, le cui sonorità sono ispirate dall'acclamato film messicano Roma di Alfonso Cuarón. Nello stesso mese, l'EP di Eilish Don't Smile at Me raggiunge un miliardo di riproduzioni su Spotify, rendendola l'artista più giovane ad ottenere tale traguardo.
Il 30 gennaio dello stesso anno viene annunciato che l'album di debutto When We All Fall Asleep, Where Do We Go?, contenente quattordici tracce, sarebbe stato pubblicato il 29 marzo. Parallelamente a questo annuncio, viene estratto il singolo Bury a Friend, accompagnato dal rispettivo videoclip musicale. Oltre a Bury a Friend, sono stati inclusi nel disco i singoli You Should See Me in a Crown e When the Party's Over. Il 4 marzo, data in cui si conclude il 1 by 1 Tour, viene pubblicato un altro estratto, il singolo Wish You Were Gay, che raggiunge la 31ª posizione negli Stati Uniti e viene certificato disco di platino dalla RIAA.

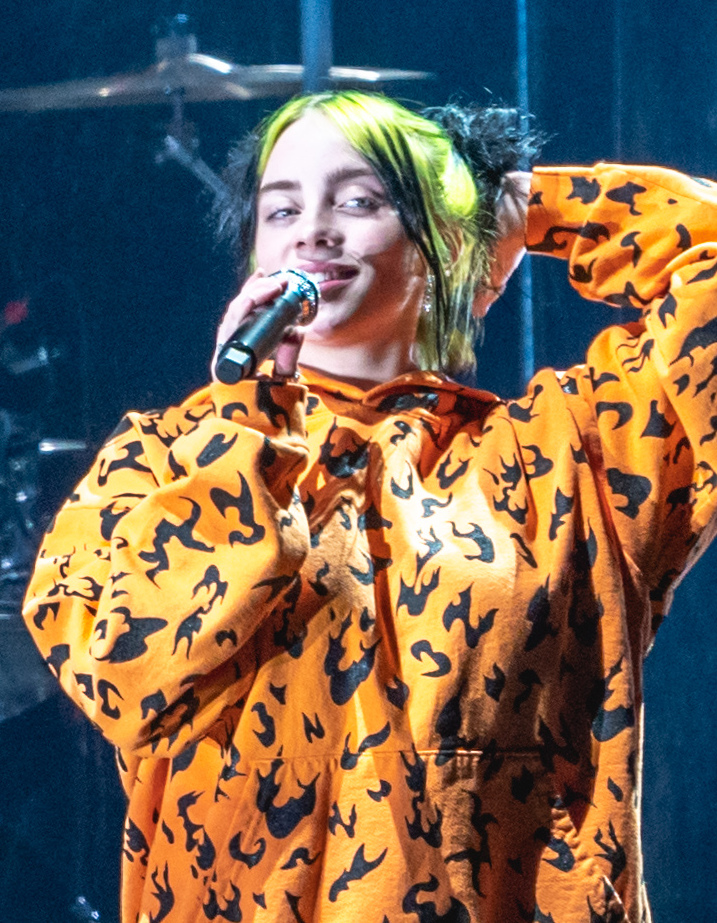
Billie Eilish a Città del Messico nel novembre 2019

Al momento della sua pubblicazione, When We All Fall Asleep, Where Do We Go? ottiene ampi consensi da parte di critica e pubblico, debuttando al primo posto della classifica degli album di diciotto Paesi nel mondo. Inoltre, tutte le tracce presenti nel disco, ad eccezione di Goodbye, riescono a debuttare nella Billboard Hot 100, la classifica dei singoli statunitense. L'album ha debuttato al numero uno della Billboard 200 e della UK Albums Chart, rendendo Eilish la prima artista nata negli anni 2000 ad avere un album numero uno negli Stati Uniti e la donna più giovane ad avere un album al primo posto nel Regno Unito. Al debutto dell'album, Eilish ha battuto il record per la maggior parte di canzoni in contemporanea nella Hot 100 di un'artista donna. Parallelamente all'uscita dell'album viene pubblicato come quinto estratto Bad Guy e il rispettivo videoclip musicale, che raggiunge la vetta di numerose classifiche internazionali tra cui Australia, Canada e Nuova Zelanda. A distanza di cinque mesi dalla pubblicazione del singolo, Bad Guy conquista anche il primo posto della Billboard Hot 100, declassando Old Town Road dopo diciannove settimane consecutive. È anche la prima artista nata negli anni 2000 e la più giovane dai tempi di Lorde con Royals ad ottenere questo risultato. L'11 luglio viene pubblicato il remix ufficiale di Bad Guy, in collaborazione con il cantante canadese Justin Bieber, cantante maggiormente apprezzato da Billie durante la sua infanzia.
Da aprile a novembre 2019 ha avuto luogo il When We All Fall Asleep Tour con date in Oceania, Nord America, America Latina ed Europa. La seconda parte del tour, ovvero il Where Do We Go? World Tour, si sarebbe dovuta svolgere nel corso di tutto il 2020, ma è stato interamente cancellata a causa della pandemia di COVID-19 dopo appena tre date svolte nel mese di marzo. Nell'ambito degli annuali MTV Video Music Awards, celebrati in quello stesso agosto, Billie riesce ad aggiudicarsi tre premi su dieci candidature complessive. Il 6 settembre viene estratto come sesto singolo il brano All the Good Girls Go to Hell, per cui viene realizzato anche un videoclip musicale diretto da Rich Lee. Qualche giorno dopo essersi aggiudicata due MTV Europe Music Awards nel mese di novembre, Billie annuncia la pubblicazione di un nuovo singolo, intitolato Everything I Wanted e messo in commercio a partire dal successivo 13 novembre. Il 24 novembre, agli American Music Awards 2019 la cantante ha vinto il premio come miglior nuova artista dell'anno e miglior artista alternativa e due giorni più tardi viene eletta donna dell'anno da Billboard.
Il 4 dicembre, agli Apple Music Awards, ottiene i riconoscimenti come artista dell'anno e album dell'anno per When We All Fall Asleep, Where Do We Go?, e cantautrice dell'anno insieme al fratello Finneas. Il giorno successivo viene pubblicato il videoclip del brano Xanny, diretto dalla stessa Eilish che segna il suo debutto come regista. Il successivo 26 gennaio, nell'ambito dei Grammy Awards 2020, Billie Eilish diventa la più giovane artista nella storia della musica nonché la prima donna in assoluto ad aggiudicarsi la vittoria nelle quattro categorie principali di album dell'anno, registrazione dell'anno, canzone dell'anno e miglior artista esordiente. In aggiunta, vince il premio di miglior album pop vocale, riscuotendo in tal modo cinque dei sei premi in cui era stata candidata.
Nel gennaio 2020 viene annunciato che la cantante è stata scelta per interpretare No Time to Die, colonna sonora dell'omonimo film, il venticinquesimo capitolo della fortunata saga cinematografica di James Bond. Così facendo, diventa la più giovane artista di sempre a cimentarsi nell'impresa. Il brano, registrato con la composizione e direzione orchestrale di Hans Zimmer, è stato pubblicato il 14 febbraio 2020 e ha debuttato in vetta alla Official Singles Chart, regalando a Billie la sua prima numero uno in territorio britannico ed in seguito, nel 2022, la vittoria dei suoi primi Golden Globe e Premio Oscar in carriera. Il 10 aprile 2020, a seguito di una ripresa nelle riproduzioni in streaming, Ilomilo è stato inviato alle radio italiane come ultimo singolo estratto dall'album.

### 2021-2023:Happier than Evere il secondo Oscar
Il 24 luglio 2020 l'artista ha annunciato sui suoi canali social la pubblicazione di un nuovo singolo, My Future, distribuito il 30 luglio successivo e accompagnato dal corrispettivo videoclip animato, come primo estratto dal secondo album in studio. Ad esso ha fatto seguito Therefore I Am, pubblicato il 12 novembre 2020 insieme al relativo videoclip, quest'ultimo diretto dalla stessa Eilish, che ha raggiunto la seconda posizione negli Stati Uniti, divenendo il secondo miglior piazzamento per la cantante. Il brano è ispirato al fenomeno del body shaming, di cui Eilish stessa è stata vittima, specialmente sui social.
Il 21 gennaio 2021 è stato pubblicato il singolo Lo vas a olvidar in collaborazione con la cantante spagnola Rosalía, in cui la stessa Eilish canta in lingua spagnola. Tale brano ha fatto poi parte della colonna sonora della serie televisiva Euphoria. Il 26 febbraio 2021 viene distribuito invece su Apple TV+ un documentario intitolato Billie Eilish: The World's a Little Blurry sulla sua esperienza di essere diventata famosa all'età di sedici anni e sul suo ultimo tour Where Do We Go? World Tour, poi annullato a causa della pandemia. La notte del 14 marzo 2021 la cantante viene premiata con il Grammy Award alla registrazione dell'anno per Everything I Wanted.
Il 27 aprile 2021, dopo la pubblicazione di un'anteprima della title track, la cantante ha annunciato tramite i suoi canali social il suo secondo album in studio Happier than Ever, svelando copertina, lista tracce e fissando la data di pubblicazione al 30 luglio dello stesso anno. Il terzo singolo Your Power è stato reso disponibile due giorni dopo, mentre Lost Cause è stato pubblicato come quarto estratto il 2 giugno; il 9 luglio 2021 è stata poi la volta del quinto singolo NDA. Tutti e tre i brani si sono classificati entro le prime quaranta posizioni della Hot 100 statunitense. L'album debutta al vertice della Billboard 200 statunitense con 153 000 copie pure e 113,87 milioni di riproduzioni in streaming, mentre nel Regno Unito apre al numero uno con 19,8 milioni di stream e 23 550 copie vendute. È diventato inoltre il primo album della cantante a raggiungere il primo posto in Francia, Germania e Italia.

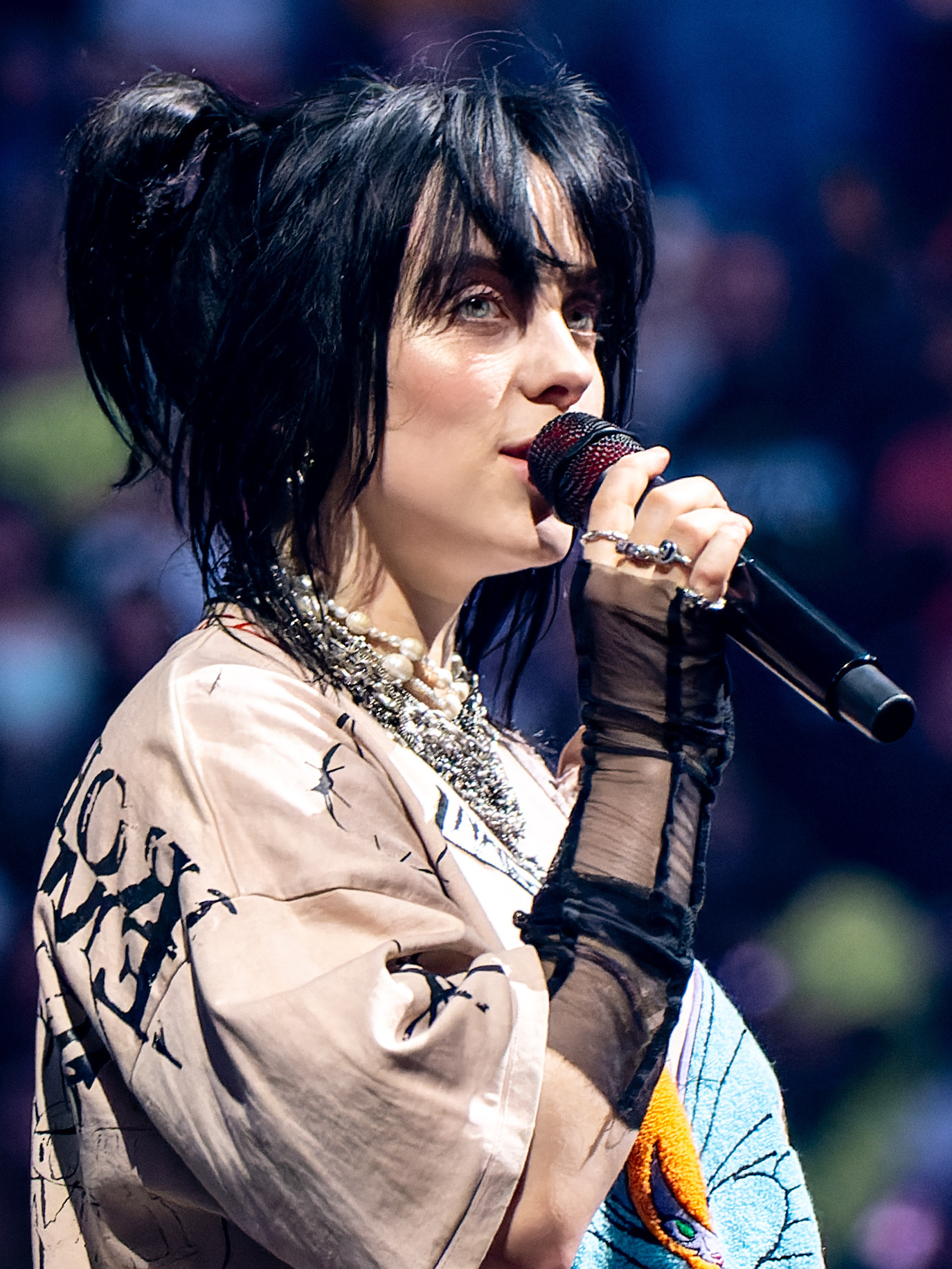
Billie Eilish in concerto a Londra nel giugno 2022

Il 22 aprile 2022 viene distribuito dal servizio di streaming Disney+ un cortometraggio spin-off della serie animata I Simpson intitolato Guarda Lisa, ti presento Billie, diretto da David Silverman, in cui si parla dell'incontro tra Lisa Simpson e la cantante statunitense. Il 21 luglio successivo l'artista ha pubblicato l'EP Guitar Songs, costituito dalle tracce TV e The 30th. Nello stesso periodo la cantante è stata impegnata a sostenere l'Happier than Ever, the World Tour nelle principali arene di Nord America, Europa, Asia e Oceania. Il giorno dopo la data conclusiva della tappa oceanica tenutasi a Perth il 30 settembre, viene pubblicato sulla piattaforma Apple Music il live di uno dei concerti della cantante tenuti durante il tour presso la O2 Arena di Londra. Il tour è proseguito tra i mesi di marzo e aprile 2023 con l'ultima tappa, quella in Sud America.
Nel 2023 ha debuttato sul piccolo schermo, con un ruolo secondario in un episodio della serie televisiva Sciame. La sua interpretazione della carismatica Eva è stata apprezzata dalla critica e l'ha portata alla vittoria di un People's Choice Award come performance televisiva dell'anno. Il 7 aprile 2023 viene pubblicato il singolo Never Felt So Alone del cantante britannico Labrinth, incluso nella colonna sonora della prima stagione della serie Euphoria e poi inserito nell'album di lui Ends & Begins: nel brano sono presenti delle strofe, non accreditate della Eilish, che appare anche nel videoclip della canzone. Il 13 luglio 2023 viene invece messo in commercio What Was I Made For?, secondo estratto dalla colonna sonora ispirata al film diretto dalla regista Greta Gerwig Barbie. Così come successo per No Time to Die, il brano ha ottenuto sia riscontro commerciale da parte del pubblico che acclamazione da parte della critica, portando la cantante a vincere nel 2024 altri due Grammy Awards e soprattutto il secondo Golden Globe e il secondo Premio Oscar alla miglior canzone originale. Quest'ultimo riconoscimento le permette di diventare la più giovane pluri-vincitrice nella storia della manifestazione.

### 2024-presente:Hit Me Hard and Soft
Il 20 febbraio 2024 la cantante ha confermato di aver completato il processo di realizzazione del terzo album in studio. In seguito all'affissione di numerosi cartelloni pubblicitari, l'8 aprile viene confermato che il disco in questione, intitolato Hit Me Hard and Soft, sarebbe stato pubblicato il 17 maggio. L'album è stato accolto con ampi consensi da parte di critica e pubblico, risultando essere sia l'album della cantante con il punteggio più alto registrato sull'aggregatore di recensioni Metacritic (89/100) che il debutto più alto in termini di unità negli Stati Uniti (339 000) e in Regno Unito (67 100).
Durante un evento promozionale organizzato nell'ambito dell'annuale Coachella Festival, viene diffusa un'anteprima delle tracce Lunch, L'amour de ma vie e Chihiro. Il 23 aprile il videogioco Fortnite ha annunciato la presenza di Eilish nello spin-off Fortnite Festival, con l'aggiunta di cosmetici facenti parte della sua carriera e di altri elementi, come sue canzoni e una skin a tema Green Roots. Da settembre 2024 a luglio la cantante è stata impegnata con l'Hit Me Hard and Soft: the Tour, che si terrà nelle arene di Nord America, Oceania ed Europa, con un'unica data italiana presso l'Unipol Arena di Bologna l'8 giugno 2025. Il 2 agosto seguente è inoltre figurata per la prima volta in carriera come artista ospite nel brano di una collega, contribuendo nello specifico al remix del brano Guess di Charli XCX, per cui è stato realizzato anche un videoclip musicale. Il 19 ottobre è stata per la quarta volta in carriera ospite musicale del talk show serale Saturday Night Live, esibendosi sulle note di Birds of a Feather e Wildflower.

## Stile ed influenze musicali

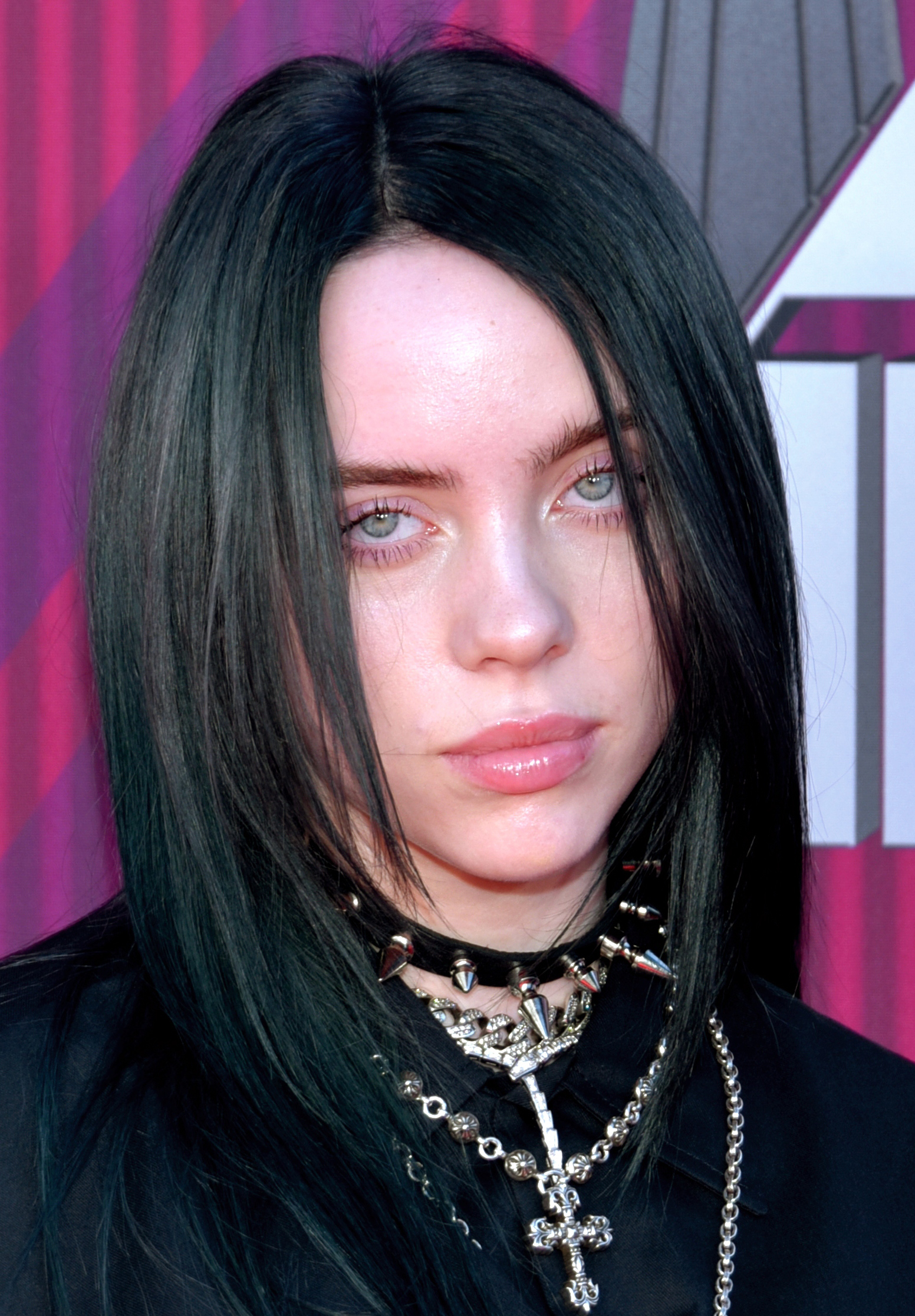
Billie Eilish agli iHeartRadio Music Awards 2019

Billie e Finneas compongono assieme i brani, dichiarando che «amano inventare cose e personaggi e realizzare narrazioni fittizie». Finneas ha dichiarato che quando scrive canzoni per sua sorella cerca «di aiutarla a raccontare qualsiasi storia lei stia cercando di esprimere» e usare un linguaggio che si adatti alla sua voce. Eilish ha dichiarato che un certo numero di canzoni derivano anche dalle esperienze che lei e suo fratello hanno vissuto: «Cerchiamo di dire cose che non devono essere così profonde [...] , ma tu dici qualcosa di molto più profondo che ha senso non avendoci riflettuto così tanto.»
Billie Eilish è cresciuta ascoltando Adele, Beatles, Green Day, Paramore, Avril Lavigne e Justin Bieber. Il suo genere preferito è l'hip hop, nonché la più grande ispirazione. Secondo la cantante, l'ascolto su YouTube del brano Runaway di Aurora è stato di grande aiuto per intraprendere una carriera musicale. Anche Tyler, the Creator e Childish Gambino hanno influenzato il suo stile musicale; altre influenze includono Damon Albarn, Earl Sweatshirt, Amy Winehouse, le Spice Girls, Marina Diamandis, Nicki Minaj e Lana Del Rey. È stata paragonata dai media a Lorde e a Lana Del Rey, non accettando però alcun accostamento a quest'ultima. Nel 2019 la cantante ha inoltre dichiarato di ammirare molto Ariana Grande per le sue abilità vocali. Nel 2021 ha affermato di essere stata influenzata nella realizzazione dell'album Happier than Ever da diversi artisti jazz quali Julie London e Frank Sinatra.
Il più importante punto di riferimento sul piano artistico di Billie Eilish è la cantante canadese Avril Lavigne. Billie ha anche preso parte a un concerto della cantante a settembre 2019. Commentando il conseguente incontro con la cantante, Billie Eilish ha voluto ringraziarla per averla ispirata.

## Immagine pubblica

### Estetica
Sul suo aspetto ha affermato: «Sono molto diversa da tante persone e cerco di esserlo. Non mi piace affatto seguire le regole e la moda. Se qualcuno inizia a indossare qualcosa in un certo modo, indosserò l'esatto contrario di quello. Ho sempre indossato quello che volevo e dicevo sempre quello che volevo dire. Mi piace essere ricordata, quindi mi piace sembrare memorabile. Penso di aver dimostrato alle persone che sono più importante di quanto pensino. Sono un po' intimidatoria, quindi la gente mi ascolterà. Sono un po' spaventosa. Molte persone sono semplicemente terrorizzate da me.»
Nel 2019, Billie è apparsa in un annuncio di Calvin Klein, in cui ha rivelato di usare dei vestiti larghi in modo da impedire alle persone di criticare il suo corpo. Ritiene Rihanna un'ispirazione per questa scelta di stile, dopo aver definito la moda il suo «meccanismo di difesa».

### Prodotti e sponsorizzazioni

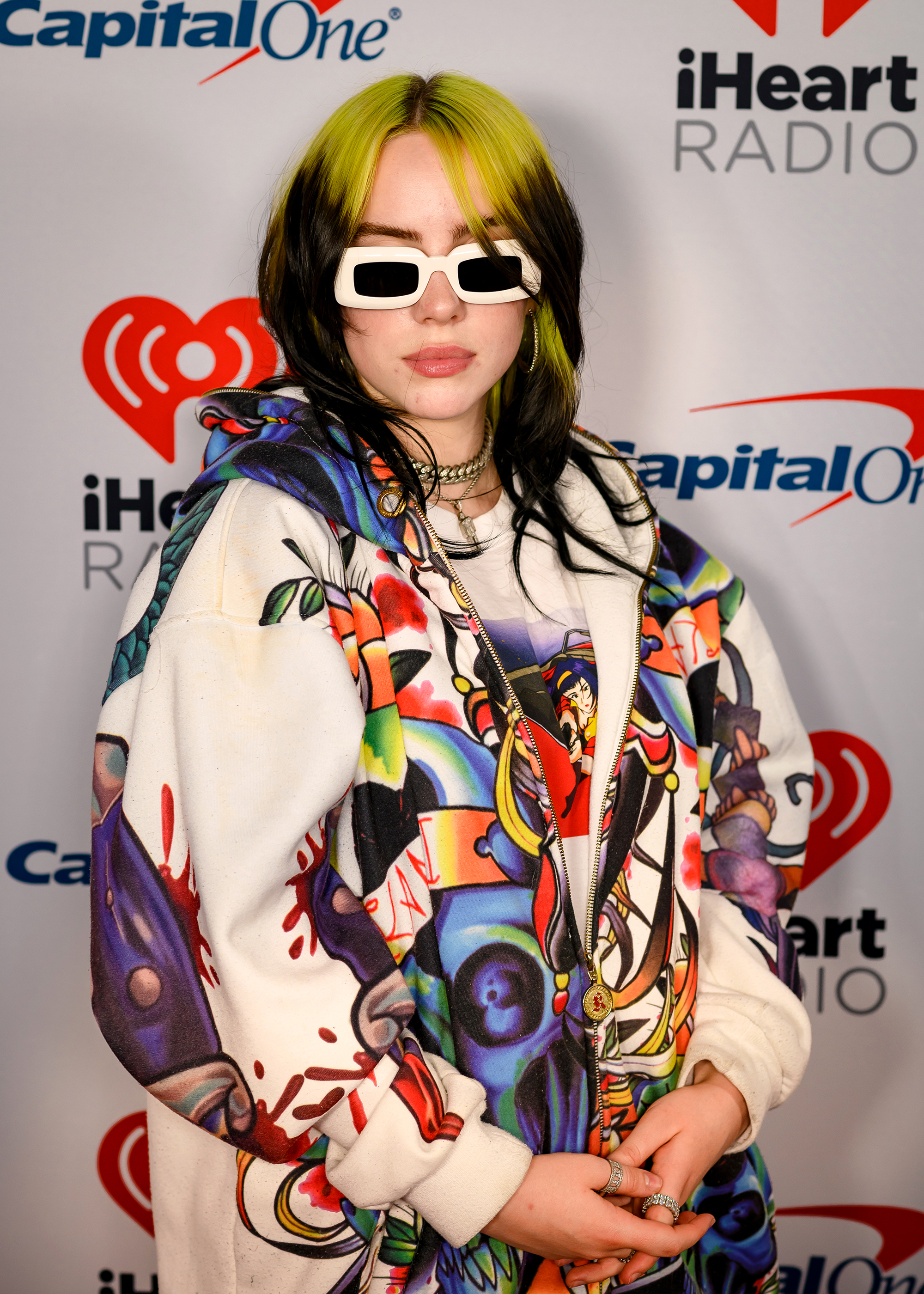
Billie Eilish all'ALTer EGO Concert nel 2020

Nell'aprile 2019, Eilish ha distribuito vestiti in collaborazione con Takashi Murakami, ispirati al suo video musicale per You Should See Me in a Crown, anch'esso diretto e animato da Murakami, oltre a una figura in vinile in edizione limitata di se stessa dal video. Eilish ha anche collaborato con Adobe Creative Cloud lo stesso mese per una serie di pubblicità e un concorso di arte sui social media, in cui gli utenti presentavano la grafica con l'hashtag "#BILLIExADOBE".
Il suo debutto nella campagna pubblicitaria I Speak My Truth In #MyCalvins di Calvin Klein nel maggio 2019, così come la campagna Seize the Awkward dell'Ad Council, mirava a creare una consapevolezza della salute mentale. Ha diretto la campagna pubblicitaria dell'autunno 2019 di MCM Worldwide nel luglio 2019, e nello stesso mese ha collaborato con il marchio di abbigliamento con sede a Los Angeles Freak City per una linea di abbigliamento. Sempre nel luglio 2019, si è esibita a una cena organizzata da Chanel a Shelter Islandper celebrare il pop-up yacht club del marchio.
Nell'agosto 2019 Eilish ha collaborato con Apple per consentire ai clienti dell'Apple Store di sperimentare la sua canzone You Should See Me in a Crown nelle sessioni di Music Lab nei suoi negozi. La collaborazione di Eilish con la compagnia di abbigliamento Siberia Hills fu accolta con polemiche dopo che fu rivelato che la compagnia aveva usato disegni plagiati di fan art del personaggio Nozomi Tojo di Love Live!, disegnato dall'artista Makoto Kurokawa, per la linea di abbigliamento di Eilish. Il marchio in seguito chiarì che la stessa Eilish non era a conoscenza del plagio.
Nel settembre 2020, Eilish collabora con Fender e lancia sul mercato un nuovo ukulele, progettato da lei stessa. I guadagni ricavati sono stati designati esclusivamente per far fronte all'emergenza sanitaria causata dal COVID-19 all'Aloha Mele Fund, fondo istituito dall'Hawaii Community Foundation, impiegato nelle operazioni di supporto alla popolazione isolana per fronteggiare tale emergenza.

### Attivismo politico
La cantante è molto impegnata per una maggiore protezione del clima ed esorta i suoi fan a impegnarsi nel movimento per il clima. Il video musicale di All the good girls go to hell è una metafora di un pianeta che deve essere riparato. Il video includeva un messaggio di Eilish nella descrizione che invitava le persone a partecipare agli scioperi globali per il clima. «La nostra Terra si sta riscaldando a una velocità senza precedenti, le calotte polari si stanno sciogliendo, i nostri oceani si stanno alzando, la nostra fauna selvatica è stata avvelenata e le nostre foreste stanno bruciando», ha scritto sotto il videoclip su YouTube.
Nel 2020, Eilish ha firmato una lettera aperta, intitolata Face the Climate. La lettera chiede ai leader mondiali di smetterla di fingere che possiamo risolvere la crisi climatica ed ecologica senza trattarla come una crisi.
L'artista, dichiaratasi vegana dal 2015, sostiene regolarmente sui social media i diritti degli animali, disprezzando il settore lattiero-caseario, di produzione di lana, e gli allevamenti intensivi per le pellicce di visone. Nel 2019 ha vinto il premio PETA "Best Voice for Animals" per il suo attivismo.
Nel 2020, Eilish si è anche impegnata a sostenere i diritti di voto degli Stati Uniti, suggerendo ai suoi fan di scegliere un gruppo che lavorasse per registrare gli elettori da sostenere. Nell'agosto 2020, Eilish si è esibita alla Convenzione Nazionale Democratica del 2020 e ha annunciato il suo appoggio alla campagna presidenziale di Joe Biden, affermando che Trump «sta distruggendo l'America».

## Vita privata

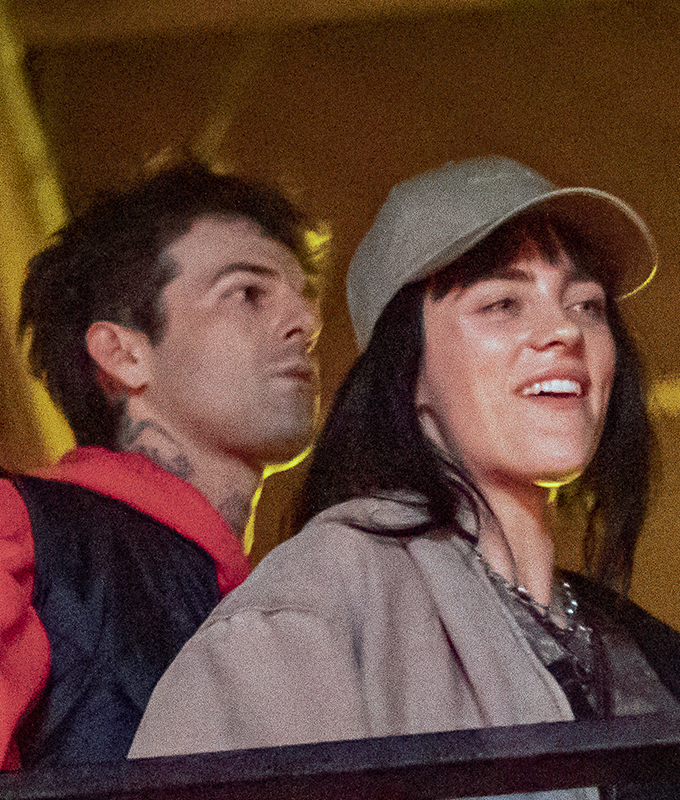
Billie Eilish insieme al suo ex-fidanzato Jesse Rutherford nel 2022

Il 27 novembre 2018, in seguito alla divulgazione di alcuni video che mostrano la cantante manifestare dei tic nervosi, attraverso Instagram dichiara di essere affetta dalla sindrome di Tourette e dalla sinestesia e di esserne a conoscenza da quando era bambina.
Sull'uso di droghe, in un'intervista al The Guardian: «Non ho mai fatto uso di droghe, non me ne sono mai innamorata, non ho mai fumato nulla nella mia vita, non lo trovo interessante». È cresciuta vegetariana ed è vegana dal 2015; sostiene regolarmente il suo stile sui social media.
In un'intervista radiofonica concessa nel 2020, i suoi genitori hanno rivelato di aver in passato considerato l'idea di portarla in terapia per la sua ossessione infantile per Justin Bieber.
Dall'ottobre 2022 al maggio 2023 ha avuto una relazione con il cantante dei Neighbourhood Jesse Rutherford. In un'intervista del novembre 2023 per Variety ha fatto coming out come bisessuale.

## Discografia

### Album in studio
- 2019 – When We All Fall Asleep, Where Do We Go?
- 2021 – Happier than Ever
- 2024 – Hit Me Hard and Soft

### Album dal vivo
- 2019 – Live at Third Man Records

## Tournée

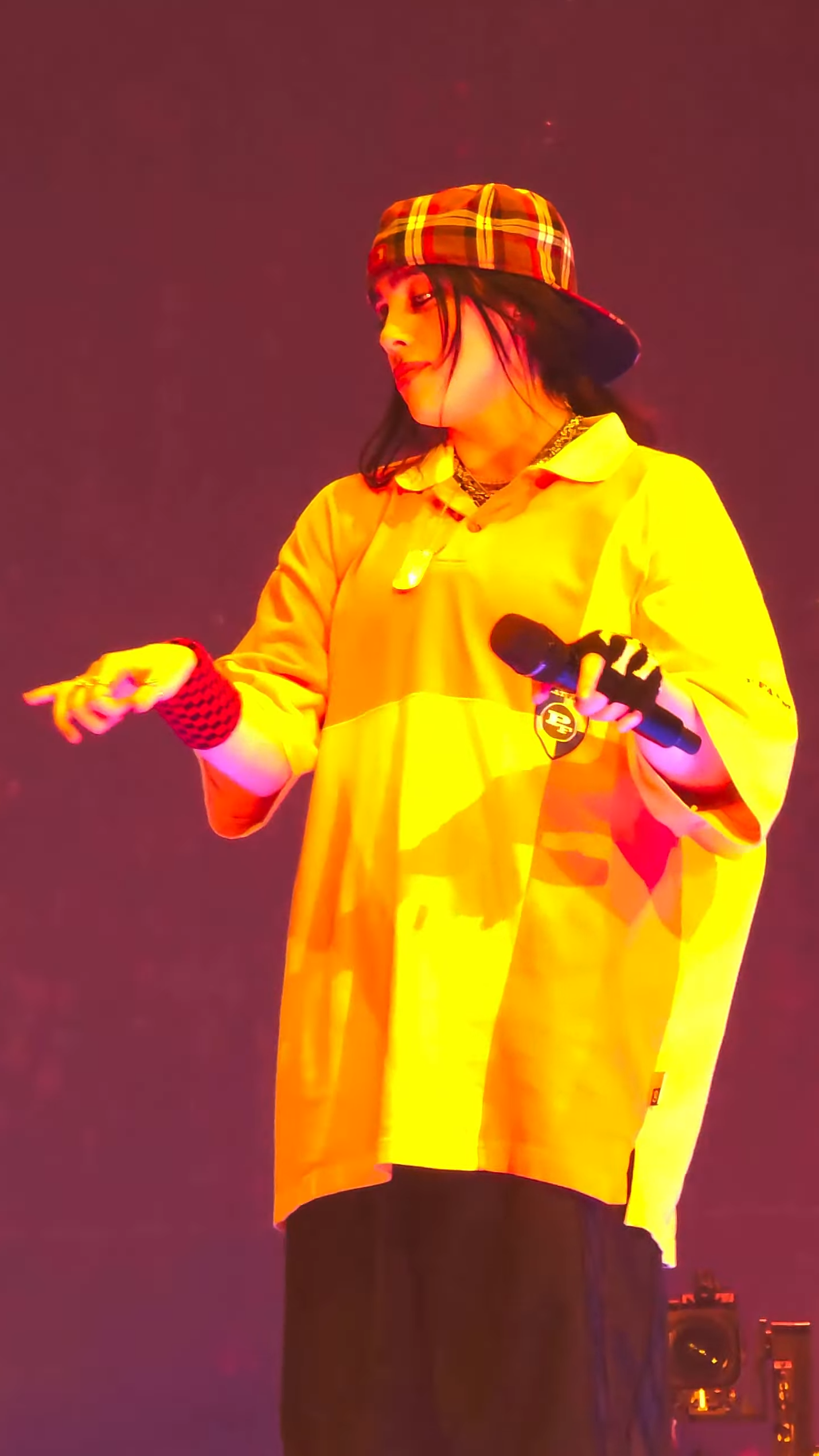
Billie Eilish mentre si esibisce al Kia Forum di Inglewood durante l'Hit Me Hard and Soft: the Tour nel dicembre 2024

### Artista principale
- 2019/20 – When We All Fall Asleep, Where Do We Go? Tour
- 2022/23 – Happier than Ever, the World Tour
- 2024/25 – Hit Me Hard and Soft: the Tour

Tour promozionali
- 2017 – Don't Smile at Me Tour
- 2018 – Where's My Mind Tour
- 2018/19 – 1 by 1 Tour

### Artista d'apertura
- 2018 – High as Hope Tour dei Florence and the Machine

## Filmografia

### Attrice

#### Televisione
- Sciame (Swarm) – serie TV, episodio 1x04 (2023)

### Doppiatrice
- Guarda Lisa, ti presento Billie (When Billie Met Lisa), cortometraggio spin-off della serie I Simpson (2022)

### Documentari
- Billie Eilish: The World's a Little Blurry, regia di R. J. Cutler (2021)
- Happier Than Ever: A Love Letter to Los Angeles, regia di Robert Rodriguez e Patrick Osborne (2021)

## Riconoscimenti
Grazie al lavoro svolto durante gli anni di attività, Billie Eilish si è imposta come una delle artiste più premiate nel panorama musicale contemporaneo. Tra i riconoscimenti accumulati, la cantante vanta nove Grammy Awards, due Golden Globe, due Premi Oscar, nove American Music Awards, tre Billboard Music Awards, tre BRIT Awards, cinque iHeartRadio Music Awards, cinque MTV European Music Awards e sette MTV Video Music Awards.

## Doppiatrici italiane
Nelle versioni in italiano dei suoi film, Billie Eilish è stata doppiata da: 
- Giulia Catania in Sciame